# Hällören, Larsmo
Hällören är en ö i Finland. Den ligger i Bottenviken och i kommunen Larsmo i landskapet Österbotten, i den nordvästra delen av landet. Ön ligger omkring 91 kilometer nordöst om Vasa och omkring 420 kilometer norr om Helsingfors.
Öns area är 1,04 kvadratkilometer och dess största längd är 2,1 kilometer i sydöst-nordvästlig riktning.